# The Damned
The Damned este o formație punk formată la Londra în 1976,cunoscută și datorită faptului că a fost prima formație punk care a scos un single ("New Rose"), un album ("Damned Damned Damned") și care a avut turneu în SUA.

## Discografie (albume)
- Damned, Damned, Damned (25 februarie 1977)
- Music for Pleasure (18 noiembrie 1977)
- Machine Gun Etiquette (2 noiembrie 1979)
- The Black Album (20 octobrie 1980)
- Strawberries (1 octombrie 1982)
- Phantasmagoria (15 iulie 1985)
- Anything (5 decembrie 1986)
- Not of This Earth (11 noiembrie 1995)
- Grave Disorder (21 august 2001)
- So, Who's Paranoid? (10 noiembrie 2008)